# جاك تيري
جاك تيري (بالإنجليزية: Jack Terry)‏ هو كاتب ومؤلف أمريكي، ولد في 10 مارس 1930.